# Merremia peltata
Merremia peltata är en vindeväxtart som först beskrevs av Carl von Linné, och fick sitt nu gällande namn av Elmer Drew Merrill. Merremia peltata ingår i släktet Merremia och familjen vindeväxter. Inga underarter finns listade i Catalogue of Life.